# Intata
Intata, en indonésien Pulau Intata, est une île frontalière d'Indonésie située dans la mer de Célèbes, et une des onze situées dans la province de Sulawesi du Nord. Administrativement, elle appartient au kabupaten (département) des Îles Talaud.

## Transport
On atteint Intata depuis Manado, la capitale provinciale, par avion (un vol quotidien) ou par bateau jusqu'à Melonguane, le chef-lieu du kabupaten. De Melonguane, les autorités locales peuvent organiser un transport par bateau pour les touristes jusqu'à Intata. 

## Culture
Chaque année en mai ou juin se tient une fête appelée "Mane'e", au moment de la plus grande amplitude de marée, qui marque la fin de la période appelée "Eha". La population locale, les Kakarutan ou Kakorotan, ont une tradition d'interdiction de prendre les produits de la mer ou de la terre à Intata durant cette période. L'Eha dure de trois à six mois, et même toute l'année là où se tient le Mane'e.
1. ↑  Ronny Adolof Buol, "Ribuan Orang Tangkap Ikan Bersama dalam Festival Mane'e di Talaud", ("Des milliers de personnes attrapent des poissons ensemble lors du festival du Mane'e à Talaud"), Kompas, 11 mai 2015